# 젊은 창작
젊은 창작(프랑스어: Jeune Création 죈 크레아시옹[*])은 1949년에 시작되어 현재까지도 청년 작가들을 위해 매년 전시를 벌이고 있는 프랑스의 예술단체이다. 

## 개요[1]
'젊은 창작'의 전신은 1949년에 열린 '젊은 회화'전이다. 당시 문화계는 공산당이 점유하고 있었고, 상업 화랑이 우후죽순 생겨나는 중에 추상미술을 주로 전시하던 파리 살롱의 엘리트들 사이로 구상적 경향이 강한 젊은 예술가들이 끼어들 여지가 없었다. 폴 르브이롤(Paul Rebeyrolle, 1926~2005)가 청년 미술가들을 위한 '젊은 회화'전을 1949년 처음 열었고 1953년에는 같은 이름의 협회가 만들어졌다. 협회가 창설되자 조금씩 사람들이 젊은이들의 그림에 관심을 보이기 시작했고, 이듬해인 1954년에는 파리시가 시립현대미술관에서 젊은 작가들을 위해 정기적으로 살롱전을 열기로 결정했다.
그렇게 열린 '젊은 회화전'(Salon de Jeune Peinture)은 1960년대 내내 그 시대의 정치적 논쟁점들을 반영하면서 사회 갈등의 계기판이 되었다. 1969년 "정치와 문화"전을 열면서 보인 주제나 "베트남을 위한 빨간 방" 등이 증명하듯, 열성적이고 전투적인 회화의 복귀를 볼 수 있었고, 신조형주의 같은 새로운 사조를 열었으며, 그러한 미술운동에 앞장 선 여러 화가들이 연합하는 공간으로서 자리매김했다. 질 아이요(Gilles Aillaud, 1928~2005), 에두아르도 아로요(Eduardo Arroyo, 1937~2018), 피에르 부라글리오(Pierre Buraglio, 1939~), 앙리 쿠에코(Henri Cueco, 1929~2017), 자크 모노리(Jacques Monory, 1924~2018), 베르나르 랑시약(Bernard Rancillac, 1931~) 등이 그 대표적인 인물이다. 하지만 1969년의 전시를 끝으로 협회는 분위기가 바뀌어버렸다. 정치적 대립축이 팽팽히 맞서는 중에 더 이상 협회에서 선거가 이루어지지 않았고, 유력 인물들이 모두 협회를 떠나버렸다.
이후 10년 동안 '젊은 회화'는 전시회의 목적이 무엇인지 회의하며 내부적 문제를 해결하지 못하고 정체성의 위기를 겪었다. 1980년 콩차 베네딕토(Concha Benedito, 1936~)가 협회장이 되자 협회는 재구성되기 시작했고, 1981년에는 프랑스의 조형예술 3부회의 자격을 갖고 그 단체에 참여했다. 1980년대에는 카트린 누이노(Katerine Louineau)를 의장으로 해서 엄격하게 전시 출품작을 선정하도록 선정위원회를 운영한 덕에 협회가 다시 제 위치를 되찾았고 이전의 수준과 질도 회복했다. 2000년부터는 '젊은 회화' 대신 '젊은 창작'으로 이름을 바꿔 썼고, 파라시의 후원으로 전시회가 벌어진 이후 계속 전시회에 따라붙어다니던 '살롱'이란 말도 떼버렸다. 
'젊은 창작'은 조형미술에서 계속 일어나는 변화들을 지켜보면서 다른 매체의 도입에 대해 계속 질문을 던지고 있다. 또한 일본, 퀴벡, 이탈리아, 독일, 미국, 오스트리아, 콜롬비아, 한국, 덴마크, 폴란드 등 점점 더 많은 외국 작가와 집단들의 유입을 경험하고 있다. 오늘날 '젊은 창작'은 세계에서 가장 오래되고 가장 중요한 예술가 집단 중 하나로 남아 있으며, 예술가들과, 대중, 콜렉터들, 갤러리들, 그리고 공공 기관과 사설 기관 간의 겨룸을 국제적으로 영구히 하고 있다. 젊은 조형 작가라면 누구나 연례전에 출품 신청을 할 수 있고, 신청서는 프랑스의 주요 미술학교들에서 봄학기가 시작되기 전에 받기 시작한다.  